# Serbia (1941-1944)
La Serbia di Nedić (cirillico serbo: Недићева Србија, latino: Nedićeva Srbija) è il nome con cui era noto lo Stato serbo sotto l'occupazione militare della Germania nazista durante la Seconda guerra mondiale in seguito all'invasione della Jugoslavia.

## Amministrazione

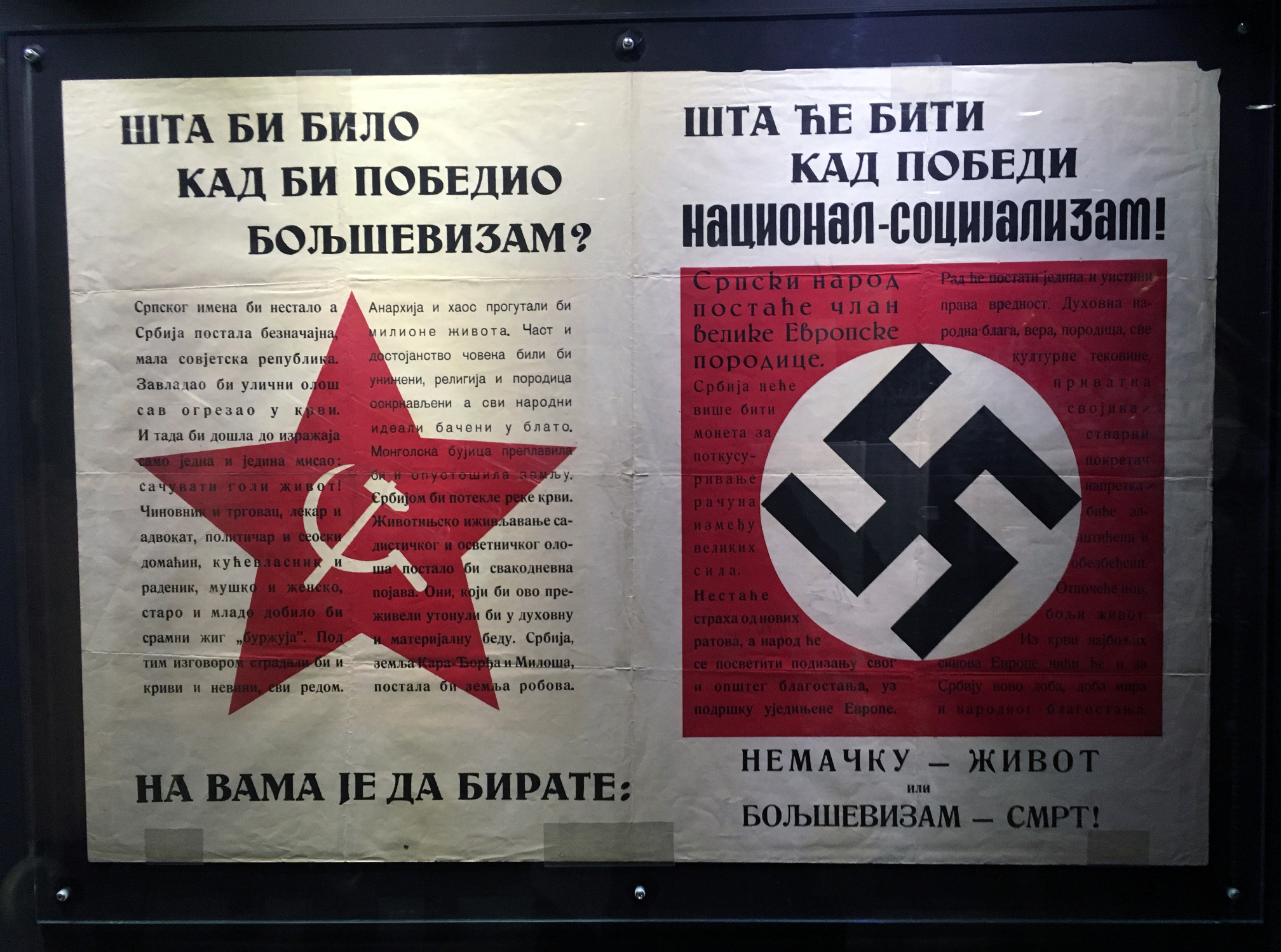
Propaganda nazista dell'amministrazione Nedić.

Lo Stato era guidato dal generale serbo Milan Nedić, sotto il comando militare tedesco e con il nome ufficiale di Vlada Nacionalnog Spasa (cirillico serbo:Влада Националног Спаса, italiano: Governo di Salvezza Nazionale), esistito tra il 1941 e il 1944. Geograficamente comprendeva la parte centrale della Serbia, la zona a nord del Kosovo (attorno a Kosovska Mitrovica), e la regione autonoma del Banato.
Incapace di resistere ai tedeschi, il generale Nedić consentì l'esistenza di campi di concentramento nel suo territorio, di una Gestapo serba, e di una legione di volontari usati contro i comunisti di Tito, il Corpo Volontario Serbo.

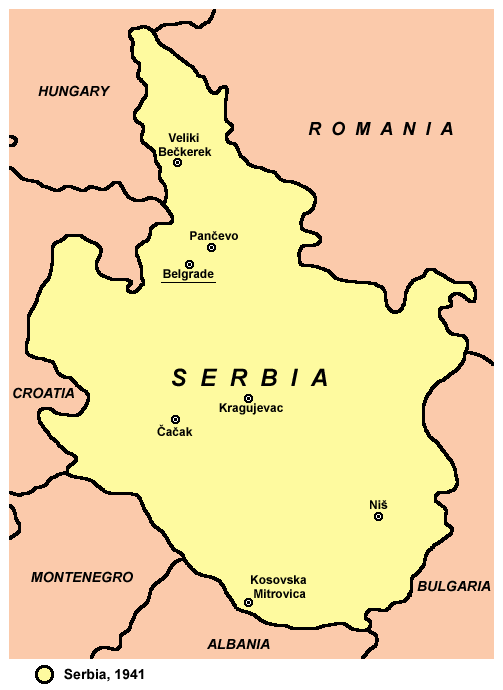
1941
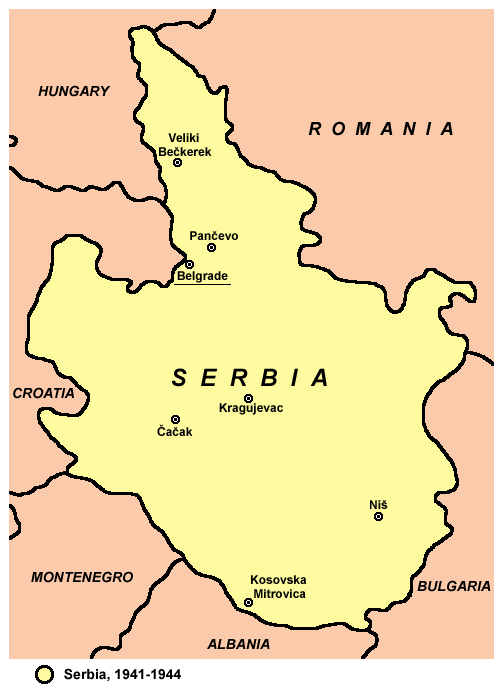
1941-1944

## Scioglimento
Con l'avanzata dell'Armata Rossa dalla Romania (che aveva abbandonato l'Asse e si era schierata con l'URSS nell'agosto del '44) verso i suoi confini, i tedeschi si ritirarono a nord-ovest per evitare l'accerchiamento, lasciando il governo di Nedić senza sostegno. Davanti alla prospettiva di essere egli stesso catturato fuggì in Slovenia (ancora sotto controllo tedesco) con tutto il suo governo. I sovietici occuparono Belgrado nel settembre 1944 e molti serbi collaborazionisti furono catturati e giustiziati. Nedić fu catturato dai britannici nell'aprile 1945 e consegnato agli jugoslavi agli inizi del 1946, quando si suicidò mentre si trovava in carcere in attesa di essere processato. 
I partigiani di Tito presero un mese dopo le redini della Serbia evitando che potesse essere occupata dai sovietici col pretesto della liberazione; ciò permise, a fine conflitto, la costituzione di un regime socialista sotto la guida di Tito e, dopo la rottura con Mosca, indipendente dal Patto di Varsavia.

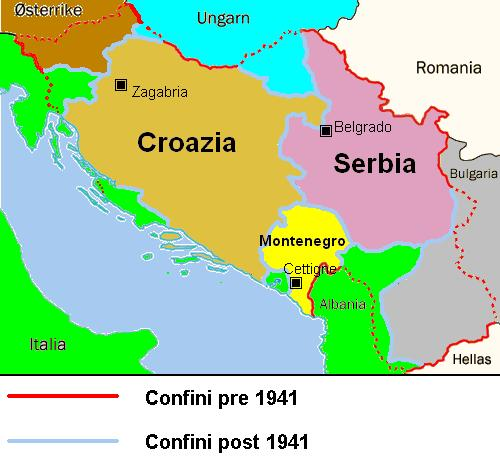
Lo smembramento della Jugoslavia durante la seconda guerra mondiale